# Gehyra purpurascens
Espèce
Gehyra purpurascens est une espèce de geckos de la famille des Gekkonidae.

## Répartition
Cette espèce est endémique d'Australie. Elle se rencontre en Australie-Occidentale, en Australie-Méridionale, au Territoire du Nord et au Queensland.

## Publication originale
- Storr, 1982 : Two new Gehyra (Lacertilia: Gekkonidae) from Australia. Records of the Western Australian Museum, vol. 10, n. 1, p. 53-59 (texte intégral).